# Nerorgasmo (EP)
Nerorgasmo è un EP dei torinesi Nerorgasmo pubblicato nel 1985 da Babby Records in formato 7".

## Tracce
1. Nerorgasmo
2. Banchetto di lusso
3. Passione nera
4. Distruttore

## Formazione
- Bortolusso Luca - voce
- Cinotto Simone - chitarra, basso e voce
- Falulera Enrico - batteria